# Апасово
Апасово (баш. Апас) — деревня в Мелеузовском районе Республики Башкортостан Российской Федерации. Входит в состав Аптраковского сельсовета. 

## География

### Географическое положение
Находится на берегу реки Белой.
Расстояние до:
- районного центра (Мелеуз): 17 км,
- центра сельсовета (Аптраково): 5 км,
- ближайшей ж/д станции (Мелеуз): 17 км.

## Население
| 2002 | 2009 | 2010 |
| ---- | ---- | ---- |
| 50   | ↗95  | ↘68  |

### Национальный состав
Согласно переписи 2002 года, преобладающая национальность — башкиры (100 %).